# Godofredo Viana
Godofredo Viana é um município brasileiro do estado do Maranhão. Possui uma população de 10.635 habitantes (Censo 2010). Está localizado na microrregião do Gurupi, norte do Maranhão, na pré amazônia maranhense.
A história da exploração do ouro em Godofredo Viana, município situado no noroeste do Maranhão, remonta ao período colonial, muito antes da constituição do município como entidade política. Desde o século XVII, a região onde hoje se localiza Godofredo Viana já era alvo do interesse de colonizadores e missionários devido à presença de ouro nos leitos dos rios Gurupi, Piriá e seus afluentes.
Os primeiros indícios da existência de ouro na região aparecem no documento “Relação das Coisas do Maranhão”, escrito por Estácio da Silveira em 1624. No texto, há referência à riqueza mineral da floresta maranhense, especialmente ao ouro encontrado em rios pouco explorados ao norte do estado, incluindo áreas hoje compreendidas entre Godofredo Viana e a divisa com o Pará.
Durante os séculos XVII e XVIII, a Companhia de Jesus instalou diversas missões na região do Gurupi, empregando indígenas catequizados em atividades produtivas, incluindo a extração artesanal de ouro. Há relatos históricos de pequenos garimpos sob influência jesuítica, embora muitas dessas atividades tenham sido conduzidas com discrição, uma vez que a Coroa portuguesa não autorizava a atuação direta de ordens religiosas na mineração. Mesmo assim, evidências sugerem que os jesuítas mantiveram lavras rudimentares nas margens do rio Gurupi e do rio Maracaçumé, valendo-se de bateias e escavações rasas para retirar o ouro aluvionar.
No século XIX, com a expulsão dos jesuítas e a decadência dos garimpos coloniais, a exploração do ouro na região entrou em declínio. Contudo, o interesse ressurgiu no século XX com o avanço dos estudos geológicos. O primeiro levantamento técnico e acadêmico da região foi realizado por Pedro de Moura em 1936, no boletim Rio Gurupy, publicado pelo então Serviço Geológico e Mineralógico do Brasil. Moura identificou formações rochosas ricas em minerais, além de veios de quartzo com ouro, caracterizando pela primeira vez o que hoje se conhece como o Cinturão Gurupi, importante província aurífera que abrange parte dos estados do Maranhão e Pará. 
A partir das décadas de 1970 e 1980, com o desenvolvimento de políticas minerais nacionais e a atuação da CPRM (Companhia de Pesquisa de Recursos Minerais), a região voltou a ser investigada. Relatórios e mapas produzidos ao longo dos anos identificaram áreas com grande potencial de mineração, como Aurizona, hoje distrito de Godofredo Viana, onde foram descobertas reservas significativas de ouro. 
Essa retomada culminou, no início do século XXI, na implantação de mineração industrial no município, com destaque para a atuação de empresas multinacionais. Em 2010, foi inaugurada oficialmente a mina de ouro de Aurizona, operada atualmente pela Equinox Gold, representando uma das mais importantes jazidas auríferas do Brasil. A atividade impulsionou a economia local, mas também levantou preocupações socioambientais, como desmatamento, impactos sobre comunidades tradicionais e riscos de contaminação hídrica. 

## História
A história do município teve sua origem com uma colonia agrícola, no caminho que ligava Turiaçu a Carutapera. O agricultor Gregório Correia tinha na localidade um grande plantio de laranjas, devido a isso o povoado passou a ser conhecido como Laranjal. Em 1969, o comércio local era representado por 31 estabelecimentos, em 1970 já possuía boa renda, apesar do pequeno movimento.
O povoado foi elevado a categoria de município e distrito pela lei estadual nº 2.374, de 9 de junho de 1964 do então Deputado Estadual João Jorge Filho. Desmembrando de Cândido Mendes, sua instalação aconteceu no dia 15 de novembro de 1965. O nome do lugar é uma homenagem prestada a Godofredo Mendes Viana, tribuno, político e jurista proeminente.
Em divisão territorial datada de 1 de janeiro de 1979, o município é constituído de 2 distritos: Godofredo Viana e Aurizona.

## Geografia
A área de Godofredo Viana é de 725,707 quilômetros quadrados, o que o coloca na posição 136 dentre as 217 cidades do Maranhão.
| Área da unidade territorial [2024] | 725,707 km²                   |
| Hierarquia urbana [2018]           | Centro Local                  |
| Região de Influência [2018]        | Carutapera - Centro de Zona B |
| Região intermediária [2024]        | Santa Inês - Bacabal          |
| Região imediata [2024]             | Governador Nunes Freire       |
| Mesorregião [2022]                 | Oeste Maranhense              |
| Microrregião [2022]                | Gurupi                        |

Fonte: IBGE
| Bioma predominante [2024]             | Amazônia |
| Área urbanizada [2019]                | 2,25 km² |
| Esgotamento sanitário adequado [2010] | 25,1 %   |
| Arborização de vias públicas [2010]   | 93,5 %   |
| Urbanização de vias públicas [2010]   | 1,1 %    |
| Sistema Costeiro-Marinho [2019]       | Pertence |

Fonte: IBGE
Educação
Em 2010, a taxa de escolarização de 6 a14 anos de idade de Godofredo Viana era de 96,9%. Comparando-se com outros municípios do estado do Maranhão, ficava na posição 100 de 217.
| Taxa de escolarização de 6 a 14 anos de idade [2010]             | 96,9 %           |
| IDEB – Anos iniciais do ensino fundamental (Rede pública) [2023] | 5,2              |
| IDEB – Anos finais do ensino fundamental (Rede pública) [2023]   | 5,0              |
| Matrículas no ensino fundamental [2023]                          | 1.657 matrículas |
| Matrículas no ensino médio [2023]                                | 367 matrículas   |
| Docentes no ensino fundamental [2023]                            | 106 docentes     |
| Docentes no ensino médio [2023]                                  | 32 docentes      |
| Número de estabelecimentos de ensino fundamental [2023]          | 12 escolas       |
| Número de estabelecimentos de ensino médio [2023]                | 1 escolas        |

Fonte: IBGE
Economia
Em 2021, o PIB per capita do município era de R$ 219.655,83. Comparando-se com outros municípios do estado do Maranhão, ficava na posição 2 de 217.
| PIB per capita [2021]                                                                           | 219.655,83 R$     |
| Índice de Desenvolvimento Humano Municipal (IDHM) [2010]                                        | 0,604             |
| Total de receitas brutas realizadas [2023]                                                      | 111.960.372,32 R$ |
| Transferências correntes (Percentual em relação às receitas correntes brutas realizadas) [2023] | 74,01 %           |
| Total de despesas brutas empenhadas [2023]                                                      | 102.385.209,90 R$ |

Fonte: IBGE